# 大眼蜂翼三鰭䲁
大眼蜂翼三鰭䲁（學名：Apopterygion oculus），為條鰭魚綱䲁形目三鰭䲁科棘蜂翼三鰭䲁屬的一個種，分布於西南太平洋紐西蘭海域，為特有種，深度14至186公尺，本魚體延長呈圓柱狀，頸部無皮瓣，體被櫛鱗，前側線列有19-25個有孔鱗片，第二背鰭第4-6片膜上遠端有單眼狀黑色斑點，臀鰭有約11條深色條紋，腹鰭基部黑色，鰭條遠端淡黃色，有褐色斑點，背鰭分成三部分，背鰭硬棘16-19枚、背鰭軟條9-13枚、臀鰭硬棘2枚、臀鰭軟條20-26枚，體長可達6.3公分，棲息在礫石底質海域，雌魚產附著性卵在藻類築的巢，雄魚會守護卵，幼魚為浮游性，雜食性，主要以藻類及小型之無脊椎動物為食，生活習性不明。